# Berßel
Berßel is een plaats en voormalige gemeente in de Duitse deelstaat Saksen-Anhalt, en maakt deel uit van de Landkreis Harz.
Berßel telt 736 inwoners.